# Шайтеровська сільська рада
55°42′56″ пн. ш. 28°5′31″ сх. д. / 55.71556° пн. ш. 28.09194° сх. д.
Шайтеровська сільська́ ра́да (біл. Ша́йтараўскі сельсавет) — адміністративно-територіальна одиниця у складі Верхньодвінського району, Вітебської області Білорусі. Адміністративний центр сільської ради — агромістечко Шайтерове.

## Розташування
Шайтеровська сільська рада розташована у північній частині Білорусі, на північному заході Вітебської області, на захід — північний захід від обласного центру Вітебськ та південний схід від районного центру Верхньодвінськ.
Найбільші річки, які протікають територією сільської ради — Дриса (183 км) із своєю лівою притокою Свольною (99 км) (басейн Західної Двіни). На півдні сільради протікає Західна Двіна. 
Великих озер на території сільради немає, але в долині річки Дриси, вздовж її русла, лежить рад невеличких водойм старичного походження.

## Історія
8 квітня 2004 року зі складу Шайтеровської сільської ради були виключені всі населенні пункти в межах колишнього колгоспу «Жовтень» і включений до складу Волинецької сільської ради.

## Склад сільської ради
До складу Шайтеровської сільської ради входить 13 населених пунктів:
| - Шайтерове — агромістечко. - Борсуки — село. - Боборики — село. - Жигулі — село. - Лещилове — село. - Михайлове — село. - Нестери — село. | - Вільшаники — село. - Ракусино — село. - Смулькове — село. - Тясти — село. - Хрустальове — село. - Юстиянове — село. |

Села, які раніше існували на території сільської ради і зняті з обліку.
- Булавки — село.
- Водва — село.
- Дадеки — село.
- Козуліне — село.
- Прудинки — село.
- Стайки — село.
- Філіпове — село.